# Onkoba
Onkoba (Oncoba) je rod rostlin z čeledi vrbovité. Jsou to dřeviny s jednoduchými střídavými listy a pohlednými květy s mnoha tyčinkami. Plody jsou kulovité a nepukavé. Rod zahrnuje 4 druhy a je rozšířen v subsaharské Africe a Arábii.
Nejznámějším a nejrozšířenějším zástupcem je onkoba ostnitá. Má jedlé (ale nepříliš chutné) plody, z nichž se zhotovují různé předměty. Rostlina má význam v domorodé medicíně a občas se v tropech pěstuje jako okrasná dřevina.

## Popis
Onkoby jsou keře nebo malé stromy se střídavými jednoduchými listy. Květy jsou oboupohlavné nebo polygamní, jednotlivé, úžlabní nebo vrcholové. Kalich je složen ze 3 až 5 na bázi srostlých lístků. Koruna je 5 až 15četná. Tyčinek je mnoho. Semeník obsahuje jedinou komůrku. Plody jsou nepukavé.

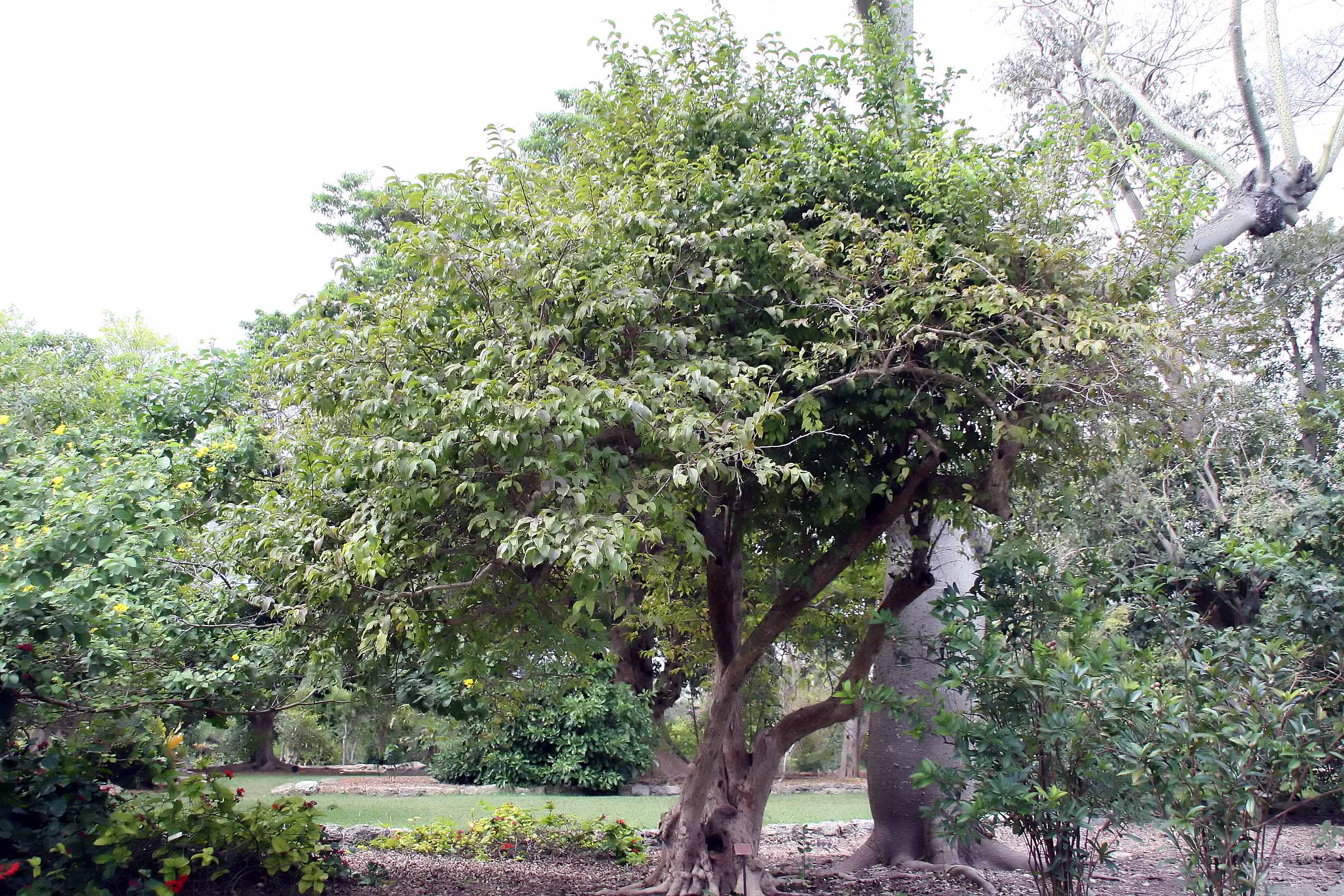
Onkoba ostnitá
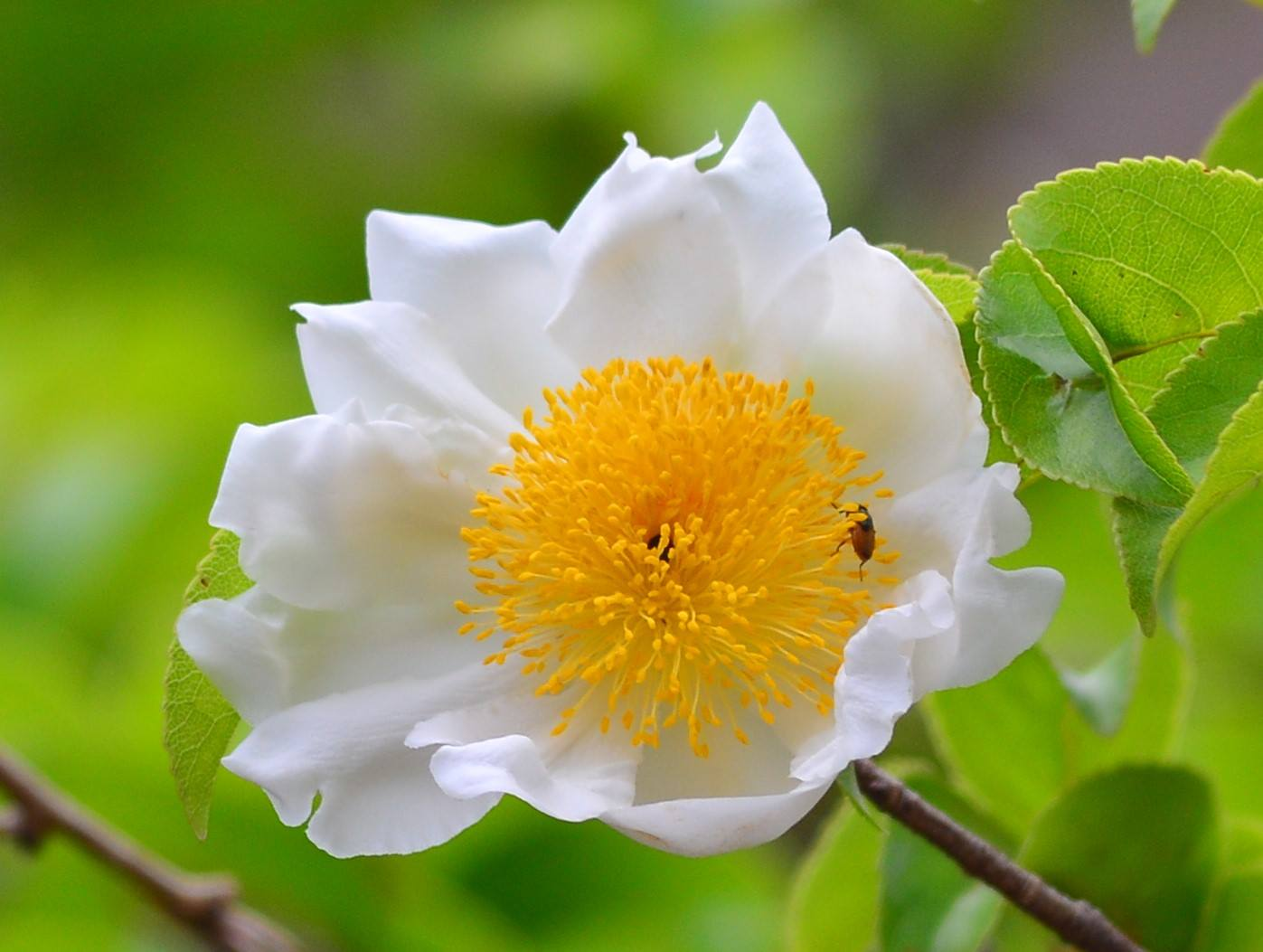
Detail květu onkoby ostnité
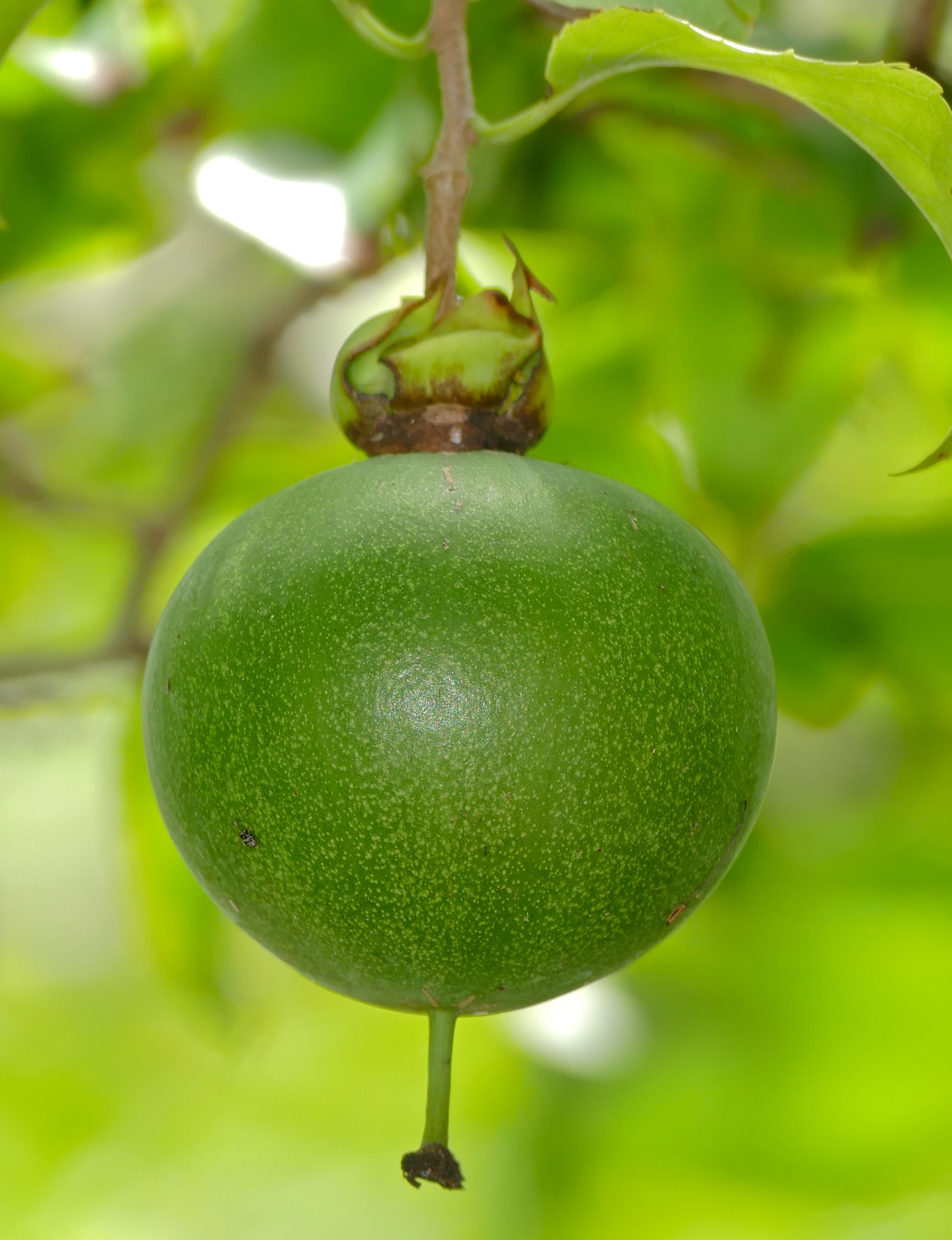
Plod onkoby ostnité

## Rozšíření
Rod zahrnuje 4 druhy. Je rozšířen v subsaharské Africe a Arábii. Největší areál má onkoba ostnitá (Oncoba spinosa), která je rozšířená od Arábie až po Jihoafrickou republiku. Ostatní druhy se vyskytují pouze v rovníkové Africe.
Onkoba ostnitá roste v sezónně opadavých, sekundárních a poříčních lesích, na lesních okrajích a v keřové vegetaci v nadmořských výškách do 1800 metrů.

## Ekologické interakce
Květy onkoby ostnité jsou opylovány různým hmyzem, zejména včelami z čeledi Apidae. Plody vyhledávají plodožraví ptáci a savci, kteří také rozšiřují semena.

## Zajímavosti
Anglický název pro onkobu ostnitou (fried-egg flower) je odvozen od vzhledu květů, které barvou připomínají smažené vajíčko. Dalším rozšířeným názvem je snuffbox tree, neboť z plodů se vyrábějí nádobky na šňupací tabák.

## Taxonomie
Rod Oncoba je podle výsledků fylogenetických studií sesterskou větví rodu Flacourtia. V minulosti byli do rodu Oncoba řazeni i zástupci rodu Lindackeria. Tento rod je v současné taxonomii součástí jiné čeledi (Achariaceae).

## Zástupci
- onkoba ostnitá (Oncoba spinosa)

## Význam
Dužnina plodů onkoby ostnité je jedlá, je však kyselá a nepříliš chutná. Kořeny se v africké medicíně používají při úplavici a potížích se žlučníkem. Semena obsahují asi 35 % oleje, který se ale obtížně získává a proto nemá větší význam. Plody mají tvrdou slupku a zhotovují se z nich nádobky na šňupací tabák. Také se po vysušení používají jako chřestítka a hudební nástroje. Dřevo nemá ekonomický význam.
Onkoba ostnitá je občas v tropech pěstována jako okrasná dřevina s velkými, pohlednými a vonnými květy. Jednotlivé květy dosti rychle odkvétají, rostlina však kvete poměrně dlouho. Je udávána ze sbírek Pražské botanické zahrady v Tróji.